# Chartepédia
Chartepédia est une encyclopédie en ligne du droit constitutionnel canadien et de la Charte canadienne des droits et libertés en particulier, qui est écrite par la section des droits de la personne du Ministère canadien de la justice. Le projet a été lancé par la Section Droits de la personne du ministère en 2017 en l'honneur du 35e anniversaire de la Charte. 
Le projet vise à commenter article par article de la Charte en présentant le contexte juridique précis de chacune des règles de droit prévues dans ces dispositions et à accompagner ces commentaires de la jurisprudence pertinente de la Cour suprême du Canada, d'une manière comparable aux méthodes utilisées par les rédacteurs des Codes civils annotés.  
Le nom du projet comporte des similitudes avec celui de Wikipédia, mais il n'y a aucun lien entre les deux projets.

## Mentions relatives à la fiabilité de Chartepédia comme source
Chartepédia est un projet du ministère de la Justice pour favoriser l'accès à la justice. Dans une allocution devant l'Association des Cours constitutionnelles francophones, la sous-ministre Nathalie G. Drouin a déclaré que « Nous avons également mis notre outil Chartepédia à la disposition du grand public. Chartepédia présente, de manière accessible, de l’information
juridique sur les dispositions de la Charte canadienne ».
D'après le Musée canadien des droits de la personne, Chartepédia « présente de l’information juridique sur la Charte et contient des renseignements sur la raison d’être des différents articles de la Charte, sur les analyses ou les critères établis dans la jurisprudence relativement aux dispositions ainsi que sur les considérations particulières liées à ces articles ».
D'après Jurisource, « Charterpedia présente de l’information juridique sur la Charte canadienne des droits et libertés et contient des renseignements sur la raison d’être des différents articles de la Charte, sur les analyses ou les critères établis dans la jurisprudence relativement aux dispositions ainsi que sur les considérations particulières liées à ces articles. Chaque entrée dans Charterpedia cite la jurisprudence pertinente ».